# Lothar Heffter

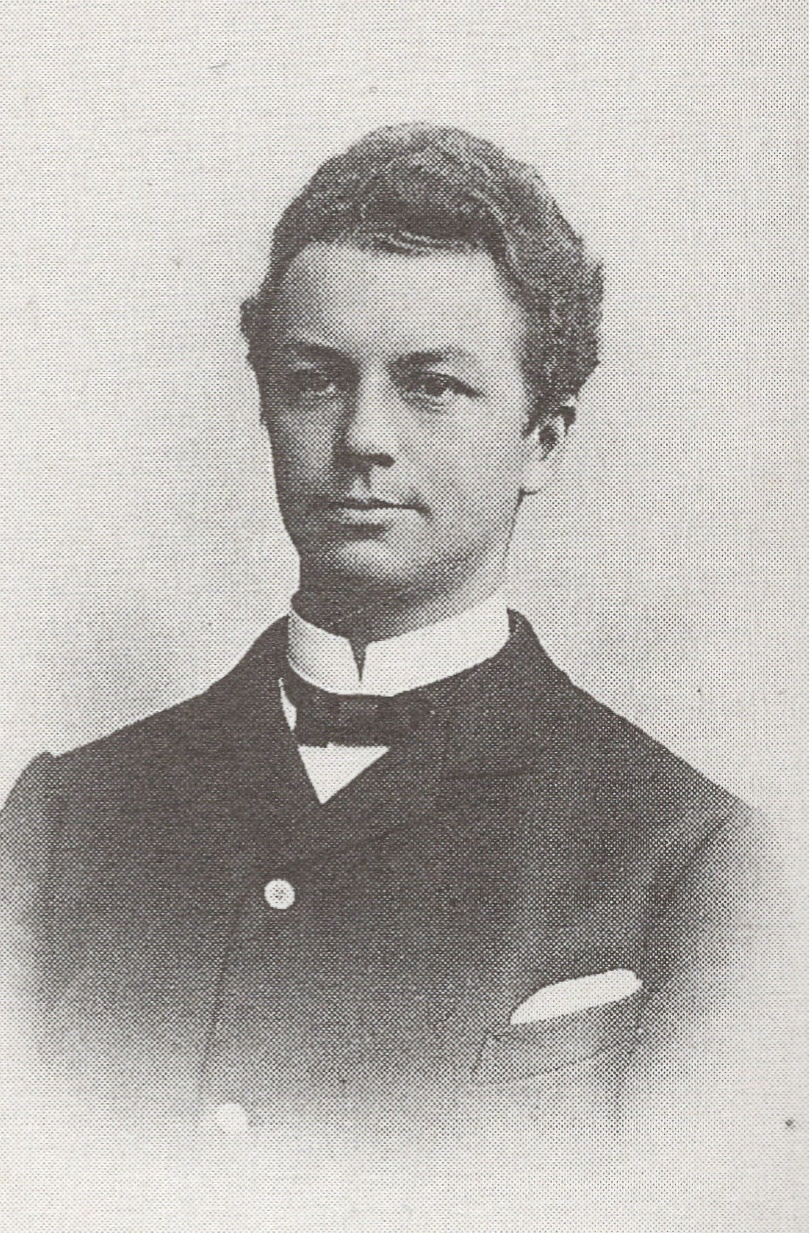
Ca. 1880

Lothar Wilhelm Julius Heffter (* 11. Juni 1862 in Cöslin; † 1. Januar 1962 in Freiburg im Breisgau) war ein deutscher Mathematiker.

## Familie
Heffter entstammt einer weit verzweigten Gelehrtenfamilie. Sein Großvater war der preußische Kronsyndikus August Wilhelm Heffter. Sein Vater war Justizrat Werner Heffter, der ihn nach dem Tod seiner leiblichen Mutter nach seiner Geburt allein erzog. Aus zwei weiteren Ehen seines Vaters entstammen seine drei Halbgeschwister (Julie, geb. 1872, Else und Wilhelm, geb. nach 1873).
Aus Lothar Heffters erster, 1888 geschlossenen Ehe mit Melie Heffter (geb. Zwenger, Schwester der dritten Frau seines Vaters) gingen die vier Kinder Lotte (geb. 1889), Werner (geb. 1891), Konstantin (geb. 1893) und Roland (geb. 1900) hervor. Nach dem Tod seiner ersten Frau 1913 heiratete er 1924 seine ehemalige Doktorandin Gertraude Osann (geb. Siehl, * 1895 † 1978); dieser Ehe entstammte die Tochter Eva (* 1926).

## Ausbildung und Beruf
Er studierte von 1881 bis 1886 Mathematik und Physik bei Lazarus Immanuel Fuchs und Carl Koehler (1855–1932) in Heidelberg und Berlin. 1886 wurde er in Berlin bei Fuchs mit der Arbeit Zur Integration der linearen homogenen Differentialgleichungen zweiter Ordnung promoviert. Seine Habilitation erfolgte 1888 an der Universität Gießen mit der Arbeit Zur Theorie der linearen homogenen Differentialgleichungen. 1891 wurde er daraufhin außerordentlicher Professor in Gießen und 1897 außerordentlicher Professor an der Universität Bonn.
Ordentlicher Professor war er ab 1904 an der RWTH Aachen, ab 1905 an der Universität Kiel und ab 1911 an der Albert-Ludwigs-Universität Freiburg, der er 1917 als Prorektor (offizieller Rektor war der badische Großherzog Friedrich II.) vorstand. 1931 wurde er emeritiert.
Während seines Studiums wurde Lothar Heffter 1881 Mitglied der schwarzen Verbindung, seit 1909 Burschenschaft Vineta Heidelberg.

## Wirken
Heffter forschte in der Theorie der linearen Differentialgleichungen, der Funktionentheorie und der analytischen Geometrie. Die Theorie linearer Differentialgleichungen seines Lehrers Lazarus Fuchs wurde in seinem Lehrbuch erstmals im Zusammenhang dargestellt. Er untersuchte 1891 auch Fragen des Vierfarbensatzes auf Flächen beliebigen Geschlechts, wobei er den vorgeblichen Beweis von Percy Heawood kritisierte, der dann wieder zur Vermutung wurde und erst durch Gerhard Ringel bewiesen wurde.
Sein Hauptanliegen war die Popularisierung der Mathematik, die bis ins frühe 20. Jahrhundert eine abstrakte, Wissenschaftlern vorbehaltene Kunst war. Diesem Ansinnen entsprangen seine beiden Werke Was ist Mathematik – Unterhaltung während einer Seereise sowie „Rechts“ und „Links“ und unsere Vorstellung vom Raum.
1933 trat er vom Vorsitz des von ihm 1925 erfolgreich gegründeten Verbandes der Freunde der Universität Freiburg zurück, nachdem es ihm nicht gelungen war, für den von der NSDAP geforderten Ausschluss der jüdischen Mitglieder eine für alle erträgliche Lösung durchzusetzen.
Neben seiner intensiven Forschungs- und Publikationstätigkeit war er jedoch vor allem als begnadeter Redner, Lehrer und Pädagoge geschätzt. Lehrtätigkeit war für ihn nicht notwendiges begleitendes Übel des Professorenberufs, sondern integraler Bestandteil und seine eigentliche Berufung. So vertrat er als Hochschulprofessor und Rektor sogar im Ersten Weltkrieg in den Krieg ziehende Gymnasiallehrer in ihrem Schulunterricht und nahm während des Zweiten Weltkrieges, inzwischen 80-jährig und über 10 Jahre nach seiner Emeritierung, vorübergehend wieder seine lehrende Tätigkeit an der Universität wahr.
Neben seiner mathematischen Tätigkeit war Heffter passionierter Jäger. Die Stille in seinem Jagdrevier bei Sankt Peter zog ihn – allein, mit Kollegen, Freunden oder Familie – oft in sein Refugium den Schwarzwald. Dort oben ist auch die Mehrzahl seiner Werke ab 1911 entstanden.
Heffters Differenzenproblem (1896) wurde 1939 von Rose Peltesohn gelöst.
Zu seinen Schülern zählte Roman Roth (1887–1988).

## Ehrungen und Mitgliedschaften
- 1881: Mitglied der Burschenschaft Vineta Heidelberg
- 1912: Mitglied der Leopoldina
- 1922: Mitglied der Heidelberger Akademie der Wissenschaften[4]
- 1942: Ehrenbürger der Albert-Ludwigs-Universität Freiburg
- 1942: Goethe-Medaille für Kunst und Wissenschaft
- 1952: Ehrenmitglied der Deutschen Mathematiker-Vereinigung (DMV), deren Gründungsmitglied er war
- 1952: Bundesverdienstkreuz
- 1957: Großes Bundesverdienstkreuz[5]
- 1961: Ehrung zum 75-jährigen Promotionsjubiläum an der Humboldt-Universität Berlin

## Schriften
- Zur Integration der linearen homogenen Differentialgleichungen zweiter Ordnung. Gebr. Unger, Berlin 1886 (Dissertation, Universität Berlin, 1886).
- Zur Theorie der linearen homogenen Differentialgleichungen. B. G. Teubner, Leipzig 1888 (Habilitationsschrift, Universität Gießen, 1888).
- Ueber das Problem der Nachbargebiete. In: Mathematische Annalen. Bd. 38, 1891, S. 477–508.
- Einleitung in die Theorie der linearen Differentialgleichungen mit einer unabhängigen Variablen. B.G. Teubner, Leipzig 1894.
- Über das Lehrgebäude der Geometrie, insbesondere bei analytischer Behandlung. In: Jahresbericht der Deutschen Mathematiker-Vereinigung. 12. Band. B.G. Teubner, Leipzig 1903, S. 490–497.
- Über eine vierdimensionale Welt: Öffentliche Antrittsrede gehalten am 23. November 1911 in der Universitäts-Aula. Speyer & Kaerner, Freiburg im Breisgau 1912; 2., gänzlich umgearbeitete Auflage: Über eine vierdimensionale Welt : gemeinverständliche Einführung in die Relativitätstheorie. Speyer & Kaerner, Freiburg im Breisgau 1921.
- Lehrbuch der analytischen Geometrie. B.G. Teubner, Leipzig; Band 1 gemeinsam mit Carl Koehler 1905, Band 2 1923, Band 3 1929.
- Was ist Mathematik? Unterhaltungen während einer Seereise. Th. Fisher, Freiburg im Breisgau 1922; 2. Auflage: Th. Fisher, Berlin 1925.
- Mein Lebensweg und meine mathematische Arbeit. B.G. Teubner, Leipzig/Berlin 1937.
- Grundlagen und analytischer Aufbau der Projektiven, Euklidischen, Nichteuklidischen Geometrie. B.G. Teubner, Leipzig 1940; 3., wesentlich überarbeitete Auflage: B.G. Teubner, Stuttgart 1958.
- Kurvenintegrale und Begründung der Funktionentheorie. Springer, Berlin/Göttingen/Heidelberg 1948.
- Beglückte Rückschau auf neun Jahrzehnte. H.F. Schulz, Freiburg 1952.
- Begründung der Funktionentheorie auf alten und neuen Wegen. Springer, Berlin 1955; 2., wesentlich verbesserte Auflage 1960.